# NGC 2125
NGC 2125 (другое обозначение — ESO 57-SC44) — рассеянное скопление в созвездии Золотой Рыбы, расположенное в Большом Магеллановом Облаке. Открыто Джоном Гершелем в 1834 году.
Этот объект входит в число перечисленных в оригинальной редакции «Нового общего каталога».